# Хамбургер-Халлиг
Хамбургер-Халлиг (нем. Hamburger Hallig, дат. Hamborg hallig, с.-фриз. Hamborjer Håli) — полуостров в районе Северная Фрисландия, Шлезвиг-Гольштейн. Это один из бывших Северо-Фризских островов, присоединённый впоследствии к материку дамбой.

## История
Название халлига ведёт свою историю от двух гамбургских торговцев, братьев Рудольфа и Арнольда Амсинк. Они приобрели в 1624 году права управление северо-восточной частью острова Странд и к 1628 году построили дамбу. Так появился Амсинк-Ког. Дамба была уничтожена наводнением Бурхарди в 1634 году. Выстоял только терп с «Домом гамбуржцев», который был убежищем для многочисленных жителей Странда во время штормового прилива. После 1634 года дамба были отстроена за счёт больших затрат, и выжившие после наводнения вновь поселились. В 1658 году Арнольд Амсинк умер в «Доме гамбуржцев» в своём Коге, после того как вложил всё своё состояние в восстановление дамбы, соединяющей с материком. В 1661 году дом был снесён и заменён меньшим. Эта история была описана в литературе писателем Husum Альбертом Петерсеном в его романе «Арнольд Амсинк» (1921).
В 1711 году дамба была разрушена настолько, что Амсинк-Ког снова стал халлигом. Он оставался до 1760 года во владении семьи Амсинк. Название «Гамбургер-Халлиг» упоминается впервые в 1781 году. Дом на халлиге был разрушен Февральским наводнением в 1825 году.
В 1855 году было решено вновь построить дамбу, соединяющую с материком. В 1859—1860 годах дамба была построена, но уже в 1860 году снова разрушена. В 1866—1867 годах была построена дамба Бушдамм от Борделума до халлига. Эта плотина была укреплена в 1874 году, но получила промоину, которая была закрыта в 1875 году. Из-за перекрытия постоянных приливных течений, намыв грунта с обеих сторон плотины был значительно ускорен. Опыт, полученный здесь, оказал решающее влияние на дальнейшее развитие мероприятий по осушению. С 1901 года дамба используется для транспорта.
В 1908 году площадь халлига составляла 96 гектаров. 16 апреля 1930 года он достиг размера (вместе с территорией дамбы) 216 гектаров и был объявлен заповедником. Сегодня, вместе с территориями, прилегающими к дамбе до Зёнке-Ниссен-Ког и солончаками, халлиг занимает площадь около 1000 гектаров и управляется Ассоциацией охраны природы NABU.

## География
Хамбургер-Халлиг больше не является островом, так как в 1860 году он был присоединён к материку плотиной. Сегодня она присоединяется к материку перед Зёнке-Ниссен-Ког и вместе с ним принадлежит коммуне Ройсенкёге. Западное побережье халлига в настоящее время защищено дальнейших потерь земли.
30 сентября 1928 года Хамбургер-Халлиг был включён в коммуну Ройсенкоге.